# Чекки Гори, Марио
Ма́рио Че́кки Го́ри (итал. Mario Cecchi Gori; 21 марта 1920, Брешиа, Италия — 5 ноября 1993, Рим, Италия) — итальянский кинопродюсер, сценарист, актёр и бизнесмен. Основатель кинокомпании Cecchi Gori Group (ит.). С 1990 по 1993 год владелец и президент футбольного клуба «Фиорентина».

## Биография

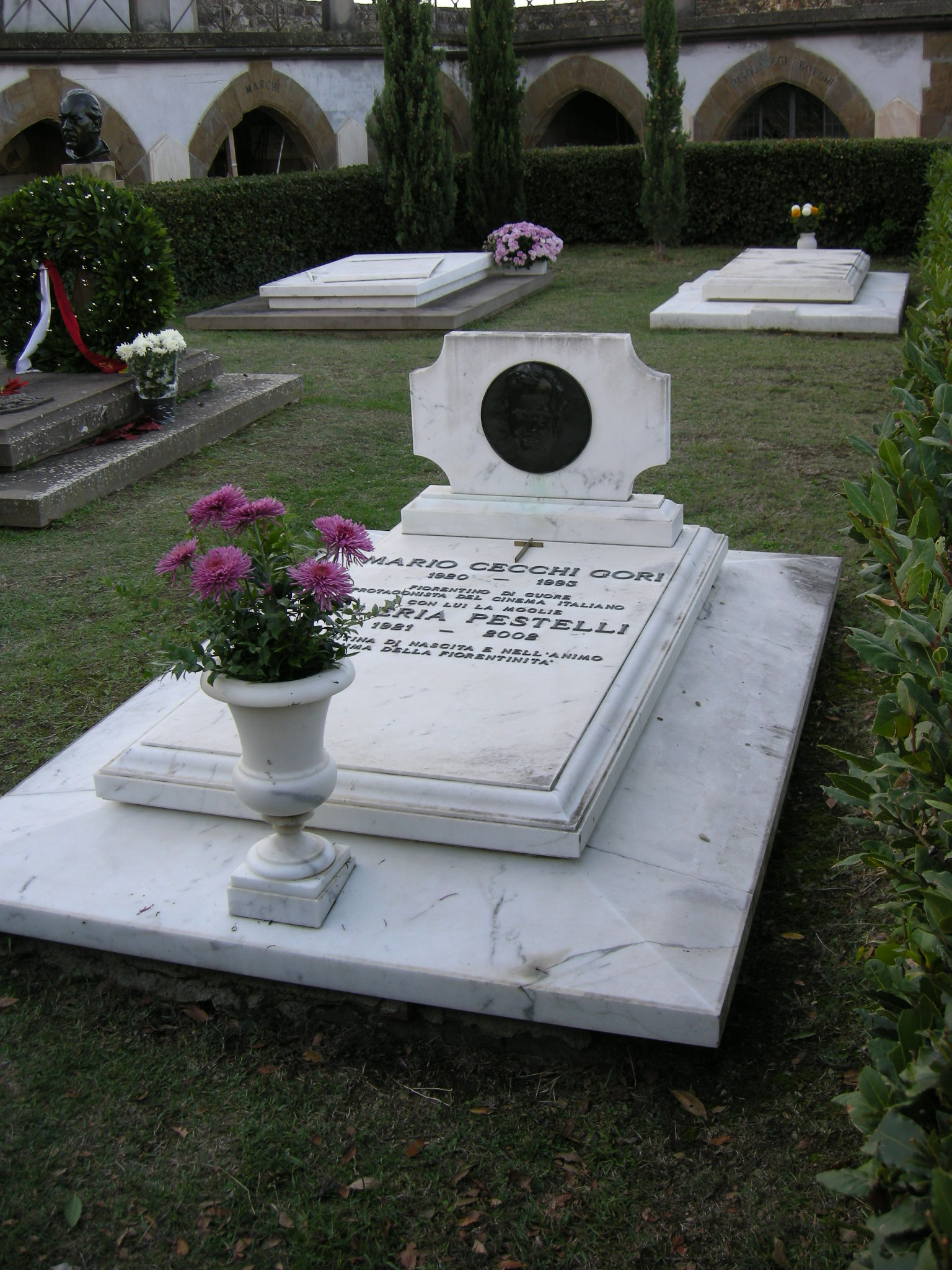
Могила Марио Чекки Гори и его жены Валерии

Родился в 1920 году в городе Брешиа в Ломбардии на севере Италии. Учился на факультете флорентийского университета. В 1948 году переехал жить в Рим.

### Карьера кинопродюсера
Карьеру кинопродюсера начал в 1950-х годах, финансируя работы режиссёров — основоположников жанра итальянской комедии: Дино Ризи (в фильмах «Актёр», «Обгон», «Чудовища», «Тигр»); Марио Моничелли («Армия Бранкалеоне» «Бранкалеоне в крестовых походах»); Этторе Скола («Позвольте поговорить о женщинах»); Луиджи Дзампа («Всеобщий протест») Лучано Сальче («Хватит глазеть»).
Также сотрудничал с известными режиссёрами, такими как Стено (комедии «Тото на Луне» и «Прохвосты»), Дамиано Дамиани (триллеры «Следствие закончено, забудьте», «Почему убивают судей?», «Человек на коленях»)
В 1970—1980-х годах был продюсером популярных кинокомедий с участием Адриано Челентано: «Блеф», «Синг-синг», режиссёра  Серджо Корбуччи; «Бархатные ручки», «Укрощение строптивого», «Безумно влюблённый», «Гранд-отель „Эксельсиор“», «Ворчун», режиссёрского дуэта Кастеллано и Пиполо; «Бинго-Бонго» (реж. Паскуале Феста Кампаниле), «Он хуже меня» (реж. Энрико Олдоини).
С 1980 года Чекки Гори начинает постоянно работать в паре со своими сыном Витторио Чекки Гори (ит.), который пошёл по стопам отца и также стал успешным кинопродюсером.
Одной из последних работ Марио Чекки Гори стал фильм «Почтальон», британского режиссёра Майкла Рэдфорда, вышедший на экраны в 1994 году, уже после смерти продюсера. За эту картину Чекки Гори был посмертно номинирован на «Оскар» (за лучший фильм года) и удостоен премии BAFTA (за лучший неанглоязычный фильм).
Скончался 5 ноября 1993 года в Риме, на 74-м году жизни от сердечного приступа. Покоится в одной могиле со своей женой Валерией (умерла в 2002 году) на монументальном кладбище Порте-Санте, расположенным в укреплённом бастионе монастырского комплекса Сан-Миниато-аль-Монте во Флоренции.

### Президент «Фиорентины»
В 1990 году семья Чекки Гори приобрела флорентийский футбольный клуб «Фиорентина», Марио Чекки Гори занял пост президента клуба и руководил им до своей смерти в 1993 году. Его сын Витторио унаследовал президентство «Фиорентиной». В память об отце он учредил «Мемориал имени Марио Чекки Гори» (ит.) — футбольный турнир с участием «Фиорентины» и двух других итальянских или иностранных футбольных клубов, проводившийся ежегодно в летним сезоне с 1994 по 2000 год на стадионе «Артемио Франки».

## Фильмография

### Продюсер
Полная фильмография продюсера по данным сайта IMDb содержит более 160 фильмов.
- 1951 — Каникулы с гангстером / Vacanze col gangster (ассоциированный продюсер)
- 1958 — Тото на Луне / Totò nella luna
- 1959 — Прохвосты / I tartassati
- 1959 — Трудные времена для Дракулы / Tempi duri per i vampiri
- 1960 — Любовь в Риме / Un amore a Roma
- 1960 — Актёр / Il mattatore
- 1962 — Обгон / Il sorpasso
- 1963 — Чудовища / I mostri
- 1964 — Позвольте поговорить о женщинах / Se permettete parliamo di donne
- 1965 — Гаучо / Il gaucho
- 1965 — Слалом / Slalom
- 1966 — Армия Бранкалеоне / L'armata Brancaleone
- 1967 — Тигр / Il tigre
- 1968 — Неистовый / Lo scatenato
- 1969 — Любовница / L'amica
- 1970 — Гнев ветра / La collera del vento
- 1970 — Бранкалеоне в крестовых походах / Brancaleone alle crociate
- 1970 — Всеобщий протест / Contestazione generale
- 1972 — Такая необычная любовь / Questa specie d'amore
- 1972 — Какое отношение мы имеем к революции? / Che c'entriamo noi con la rivoluzione?
- 1974 — ...иначе мы рассердимся / ...altrimenti ci arrabbiamo!
- 1976 — Блеф / Bluff - Storia di truffe e di imbroglioni
- 1979 — Человек на коленях / Un uomo in ginocchio
- 1979 — Бархатные ручки / Mani di velluto
- 1980 — Укрощение строптивого / Il bisbetico domato
- 1981 — Туз / Asso
- 1981 — Безумно влюблённый / Innamorato pazzo
- 1982 — Гранд-отель «Эксельсиор» / Grand Hotel Excelsior
- 1982 — Аттила, бич божий / Attila flagello di Dio
- 1982 — Бинго-Бонго / Bingo Bongo
- 1982 — Заколдованный дом / La casa stregata
- 1983 — Синг-синг / Sing Sing
- 1985 — Связь через пиццерию / Pizza Connection
- 1985 — Он хуже меня / Lui è peggio di me
- 1985 — Раскаявшийся / Il pentito
- 1985 — Джоан Луй / Joan Lui - Ma un giorno nel paese arrivo io di lunedì
- 1986 — Школа воров / Scuola di ladri
- 1986 — Ворчун / Il burbero
- 1987 — Ужас в опере / Opera (сопродюсер)
- 1987 — Я и моя сестра / Io e mia sorella
- 1987 — Школа воров 2 / Scuola di ladri - Parte seconda
- 1988 — Легенда о святом пропойце / La leggenda del santo bevitore (исполнительный продюсер)
- 1988 — Собор / La chiesa
- 1988 — Фантоцци уходит на пенсию / Fantozzi va in pensione
- 1988 — Руссикум, дни дьявола / Russicum - I giorni del diavolo
- 1988 — Чертёнок / Il piccolo diavolo
- 1989 — Который час? / Che ora è?
- 1989 — Выигрыш в новогоднюю лотерею / Ho vinto la lotteria di capodanno
- 1990 — Фантоцци берёт реванш / Fantozzi alla riscossa
- 1990 — Путешествие капитана Фракасса / Il viaggio di Capitan Fracassa
- 1990 — Голос Луны / La voce della Luna
- 1990 — Никита / Nikita (сопродюсер, в титрах не указан)
- 1991 — Джонни-Зубочистка / Johnny Stecchino
- 1991 — Секта / La setta
- 1991 — Хотеть летать / Volere volare
- 1991 — Средиземное море / Mediterraneo
- 1991 — Миллионы / Miliardi
- 1992 — Мужские хлопоты / Man Trouble (исполнительный продюсер)
- 1992 — Чао, профессор / Я надеюсь, что выкарабкаюсь / Io speriamo che me la cavo
- 1992 — Ангел с ружьём / L'angelo con la pistola
- 1993 — Фантоцци в раю / Fantozzi in paradiso
- 1993 — Воробей / Storia di una capinera
- 1994 — Почтальон / Il postino
- 1994 — Ламерика / Lamerica
- 1994 — Чистая формальность / Una pura formalità

| Марио Чекки Гори также является соавтором сценария к нескольким фильмам собственного производства. - 1959 — Трудные времена для Дракулы / Tempi duri per i vampiri - 1969 — Любовница / L'amica - 1970 — Гнев ветра / La collera del vento - 1982 — Преступление на автостраде / Delitto sull'autostrada - 1982 — Аттила, бич божий / Attila flagello di Dio - 1982 — Заколдованный дом / La casa stregata - 1985 — Раскаявшийся / Il pentito - 1988 — Руссикум, дни дьявола / Russicum - I giorni del diavolo - 1992 — Ангел с ружьём / L'angelo con la pistola | Снялся в эпизодических ролях, в нескольких фильмах собственного производства. - 1959 — Прохвосты / I tartassati - 1963 — Чудовища / I mostri (сегмент «Засада» / L'Agguato) — первый оштрафованный автомобилист (в титрах не указан) - 1968 — Неистовый / Lo scatenato - 1983 — Синг-синг / Sing Sing — комиссар полиции (в титрах не указан) |

## Награды и номинации
Премия «Оскар»
- 1996 — Лучший фильм года — «Почтальон» (номинация (посмертно), совместно с Витторио Чекки Гори и Гаэтано Даниэлем)

Премия BAFTA
- 1996 — Лучший неанглоязычный фильм — «Почтальон» (награда (посмертно), совместно с Витторио Чекки Гори, Гаэтано Даниэлем и Майклом Рэдфордом)

Премия «Давид ди Донателло»
- 1964 — Targa d’oro (награда)
- 1967 — Лучший продюсер — «Тигр» (награда)
- 1971 — David Speciale (награда)
- 1972 — Лучший фильм — «Такая необычная любовь» (награда)
- 1980 — Лучший продюсер — «Бархатные ручки» (награда)
- 1990 — Лучший продюсер — «Турне» (итал.) (награда, совместно с Витторио Чекки Гори и Джанни Минервини)
- 1990 — Лучший продюсер — «Голос Луны» (номинация, совместно с Витторио Чекки Гори)
- 1991 — Лучший продюсер — «Средиземное море» (номинация, совместно с Витторио Чекки Гори и Джанни Минервини)
- 1991 — David alla carriera (награда)

Премия Европейской киноакадемии
- 1994 — Лучший европейский фильм — «Ламерика» (награда (посмертно), совместно с Витторио Чекки Гори и Джанни Амелио)[6]

Премия Гильдии продюсеров США
- 1996 — Лучший продюсер кинофильма — «Почтальон» (номинация (посмертно), совместно с Витторио Чекки Гори и Гаэтано Даниэлем)[7]